# Charles Tschopp
Charles Tschopp (* 7. Juni 1899 in Rheinfelden; † 29. Mai 1982 in Aarau) war ein Schweizer Schriftsteller.
Er studierte von 1920 bis 1925 Naturwissenschaften an der ETH Zürich und arbeitete nach seiner Promotion zunächst als Bezirkslehrer, dann von 1936 bis 1967 als Lehrer für Mathematik und Naturgeschichte am Aarauer Lehrerinnenseminar (die heutige Neue Kantonsschule Aarau). Neben Novellen und Gedichten verfasste er vor allem Aphorismen und Glossen, etwa für den Nebelspalter. Er verfasste auch ein Schulbuch über seinen Heimatkanton Aargau.

## Zitate
Charles Tschopp über seinen ersten Aphorismus:
„Vor manchem Jahr fand ich es nach einem Gespräche schade, dass unsere glänzenden Gedanken einfach wieder vergessen werden sollten. Ich kaufte daher ein dickes Heft, nummerierte sorgfältig dessen 128 Seiten, schrieb es ebenso sorgfältig an: Tagebuch Nr. 1 … Angefangen am …, kleidete es in einen braunen Umschlag, verzierte auch diesen Umschlag mit allen kalligraphischen Finessen, zeigte das Werk eines Sonntagmorgen-Fleisses der Gattin, die es gebührend bewundern musste, und … verschob vorerst die Niederschrift der Gedanken auf morgen, dann auf übermorgen … Aber am dritten Tage versuchte ich doch, die Gedanken einzuschreiben; das muss ich, nicht der Pointe, sondern der Wahrheit zuliebe sagen. Doch sie zerrannen mir, und es blieb schliesslich nur der Satz: ‚Wer seine Gedanken aufzuschreiben versucht, dem ergeht es oft wie dem erwachenden Träumer: Eben noch wühlten seine Hände in Gold; jetzt findet er sie leer.‘ So hatte ich eine jener vielen Lektionen der Bescheidenheit erfahren, wie sie uns das Leben immer wieder beschert, … und zugleich meinen ersten Aphorismus geschrieben.“
(Aus: Kaleidoskop des Alltags)
Aphorismen aus dem Kaleidoskop des Alltags:
„Jeder Gedanke ist eine Übertreibung, … auch dieser.“
„Gute Gedanken sind die, bei denen Dir, mein Leser, noch bessere einfallen.“
Gemäß diesen Leitworten versteht sich die Aphorismensammlung als Anstoß zur Denkbewegung.

## Werke
- Aphorismen (1938)
- Ein heisser Sommer. Novelle. Schweizer Spiegel Verlag, Zürich 1940
- Der Lebenskandidat (1942)
- Gedichte (1942)
- Ihr Gedicht. Novelle (1943)
- Über Menschen und Dinge. Glossen (1945)
- Neue Aphorismen (1947)
- Gedichte (1952)
- Splitter (1955)
- Aus den Briefen meiner Mutter (1957)
- Von Mass und Gewicht (1960)
- Der Aargau. Eine Landeskunde (1962)
- Der Meisterdieb (1964)
- Vier Aargauer Novellen (1964)
- Kaleidoskop des Alltags, Verlag Gute Schriften, Basel 1967
- Glossen und Bilder (1977)
- Von der Trommel zum Kontrabass und andere Erzählungen (1978)